# 대한민국 형사소송법 제136조
대한민국 형사소송법 제136조는수명법관, 수탁판사에 대한 형사소송법의 조문이다.

## 조문
제136조(수명법관, 수탁판사) ① 법원은 압수 또는 수색을 합의부원에게 명할 수 있고 그 목적물의 소재지를 관할하는 지방법원 판사에게 촉탁할 수 있다.
②수탁판사는 압수 또는 수색의 목적물이 그 관할구역 내에 없는 때에는 그 목적물 소재지지방법원 판사에게 전촉할 수 있다.
③수명법관, 수탁판사가 행하는 압수 또는 수색에 관하여는 법원이 행하는 압수 또는 수색에 관한 규정을 준용한다.

第136條(受命法官, 受託判事) ① 法院은 押收 또는 搜索을 合議部員에게 命할 수 있고 그 目的物의 所在地를 管轄하는 地方法院 判事에게 囑託할 수 있다.
②受託判事는 押收 또는 搜索의 目的物이 그 管轄區域 內에 없는 때에는 그 目的物 所在地地方法院 判事에게 轉囑할 수 있다.
③受命法官, 受託判事가 行하는 押收 또는 搜索에 關하여는 法院이 行하는 押收 또는 搜索에 關한 規定을 準用한다.

## 참고 문헌
- 손동권 신이철, 새로운 형사소송법(초판, 2013), 세창, 2013. ISBN 9788984114081

## 같이 보기
- 압수